# Христо Писков
Христо Киров Писков е български режисьор, сценарист и актьор.

## Биография и творчество
Завършва кинорежисура във ВГИК, Москва през 1954 г. Работил е като асистент режисьор в „Мосфилм“. Впоследствие става режисьор и в Студията за игрални филми „Бояна“. Награден е със званието „заслужил артист“. Съпругата му Ирина Акташева и дъщеря им Наталия Пискова са също режисьори.
Христо Писков умира на 10 декември 2009 г. на 82-годишна възраст. Погребан е в Централните софийски гробища.

## Награди
- Заслужил артист (1977)
- Орден „Кирил и Методий“ – първа степен
- Орден „Народна република България“

## Филмография

### Режисьор
- Само ти, сърце (1987)
- Лавина (1982)
- Слънчев удар (1977)
- Като песен (1973)
- Понеделник сутрин (1966) – (заедно с Ирина Акташева)
- Смърт няма (1963)
- Бедната улица (1960)
- Урокът на историята (1957) [4]

### Сценарист
- Само ти, сърце (1987)
- Лавина (1982)
- Като песен (1973)
- Урокът на историята (1957)

### Актьор
- Откъде се знаем? (1974) - ваксаджията